# 天主教帕皮提總教區
天主教帕皮提總教區（拉丁語：Archidioecesis Papeetensis）是法屬玻利尼西亞一個羅馬天主教教省總教區，下轄一個教區。
1848年5月9日設大溪地宗座代牧區。1966年6月21日升為總教區。
總教區範圍包括南方群島、社會群島、甘比爾群島和土阿莫土群島。2004年有教友89,000人（佔轄區總人口37.6%）、五十五個堂區、廿八名司鐸。目前教區總主教之位懸空。